# MG F
El MG F y posteriormente el MG TF es un vehículo deportivo con motor central-trasero y propulsión trasera producido por la marca MG perteneció al grupo MG Rover desde 1995 hasta 2005 y por SAIC-Motors a partir de 2007 hasta su fin de fabricación en 2011 como MG TF al pasar a propiedad de la compañía china Nanjing.